# Tom Edur
Toomas „Tom“ Edur (* 18. November 1954 in Toronto, Ontario) ist ein ehemaliger kanadischer Eishockeyspieler, der im Verlauf seiner aktiven Karriere zwischen  und  unter anderem 158 Spiele für die Colorado Rockies und Pittsburgh Penguins in der National Hockey League (NHL) sowie 230 weitere für die Cleveland Crusaders in der World Hockey Association (WHA) auf der Position des Verteidigers bestritten hat.

## Karriere
Edur spielte zum Beginn seiner Zeit bei den Junioren zunächst für die Markham Waxers in der Metro Junior B Hockey League (MetJBHL), wo er mit dem Team im Jahr 1972 die Meisterschaft gewann. Anschließend wurde der Verteidiger von den Toronto Marlboros aus der Ontario Hockey Association (OHA) verpflichtet, mit denen er in seiner ersten und einzigen Saison mit dem Team das Double gewann, bestehend aus dem J. Ross Robertson Cup der OHA sowie den Memorial Cup der gesamten Canadian Hockey League.
Nach dem Titelgewinn wurde der 18-Jährige, obwohl er weiterhin für die Juniorenklassen spielberechtigt gewesen wäre, im August 1973 von den Cleveland Crusaders aus der World Hockey Association (WHA) unter Vertrag genommen. Der Abwehrspieler konnte sich aufgrund seines Talents auf Anhieb im Stammkader Clevelands etablieren und absolvierte in seiner Rookiesaison 76 Partien, in denen ihm 38 Scorerpunkte gelangen. Edur wurde daraufhin im NHL Amateur Draft 1974 in der dritten Runde an 54. Stelle von den Boston Bruins aus der zu dieser Zeit mit der WHA konkurrierenden National Hockey League (NHL) ausgewählt. Der Kanadier blieb jedoch in der WHA und bestritt zwei weitere Spielzeiten im Trikot der Crusaders. Erst als sein bisheriger Trainer Johnny Wilson zur Saison 1976/77 von den Colorado Rockies verpflichtet worden war, drängte dieser auf eine Verpflichtung Edurs. Die Bruins verkauften daher im September 1976 ihre NHL-Transferrechte an die Rockies, die den Defensivspieler anschließend unter Vertrag nahmen.
Edur etablierte sich in der NHL ebenfalls schnell und kam zu 80 Einsätzen, in denen er 32-mal punktete. Auch in der Spielzeit 1977/78 gelang ihm mit zwölf Punkten in 20 Spielen ein guter Start. Dennoch wurde er Anfang Dezember 1977 im Tausch für Dennis Owchar an die Pittsburgh Penguins abgegeben. Dort gelangen ihm in 58 Einsätzen weitere 43 Punkte. Mit insgesamt 55 erzielten Punkten in 78 Partien verlängerte Edur seinen Vertrag im Sommer 1978 nicht und unterzeichnete als Free Agent einen Vertrag bei den St. Louis Blues. Der Vertrag wurde allerdings nichtig, als der 23-Jährige im Juli 1978 sein sofortiges Karriereende bekannt gab, um sich seinem Theologiestudium an der University of Toronto und seinen religiösen Überzeugungen bei den Zeugen Jehovas zu widmen. Trotz seines Rücktritts gingen seine Transferrechte an die Pittsburgh Penguins zurück, die ihn daraufhin im NHL Expansion Draft 1979 ungeschützt ließen. Zwar wurde er dort von den Edmonton Oilers ausgewählt, er kehrte jedoch in der Folge nicht in den Profisport zurück.

## Erfolge und Auszeichnungen
- 1973 J.-Ross-Robertson-Cup-Gewinn mit den Toronto Marlboros
- 1973 Memorial-Cup-Gewinn mit den Toronto Marlboros

## Karrierestatistik
(Legende zur Spielerstatistik: Sp oder GP = absolvierte Spiele; T oder G = erzielte Tore; V oder A = erzielte Assists; Pkt oder Pts = erzielte Scorerpunkte; SM oder PIM = erhaltene Strafminuten; +/− = Plus/Minus-Bilanz; PP = erzielte Überzahltore; SH = erzielte Unterzahltore; GW = erzielte Siegtore; 1 Play-downs/Relegation; Kursiv: Statistik nicht vollständig)